# Сайи (Арденны)
Сайи́ (фр. Sailly) — коммуна во Франции, находится в регионе Шампань — Арденны. Департамент коммуны — Арденны. Входит в состав кантона Кариньян. Округ коммуны — Седан.
Код INSEE коммуны — 08376.
Коммуна расположена приблизительно в 230 км к востоку от Парижа, в 95 км северо-восточнее Шалон-ан-Шампани, в 38 км к юго-востоку от Шарлевиль-Мезьера.

## Население
Население коммуны на 2008 год составляло 220 человек.
| 1962 | 1968 | 1975 | 1982 | 1990 | 1999 | 2008 |
| ---- | ---- | ---- | ---- | ---- | ---- | ---- |
| 329  | 355  | 296  | 281  | 245  | 223  | 220  |

## Экономика
В 2007 году среди 107 человек в трудоспособном возрасте (15—64 лет) 77 были экономически активными, 30 — неактивными (показатель активности — 72,0 %, в 1999 году было 58,0 %). Из 77 активных работали 75 человек (48 мужчин и 27 женщин), безработных было 2 (1 мужчина и 1 женщина). Среди 30 неактивных 7 человек были учениками или студентами, 9 — пенсионерами, 14 были неактивными по другим причинам.